# Horse the Band
Horse the Band es una banda de nintendocore, formada en Lake Forest, California, en el año 1999. Actualmente está conformada por Nathan Winneke (voz), David Isen (guitarra), Erik Engstrom (sintetizador), Daniel Pouliot (batería), Jerimiah Bignell (bajo) y Ed Edge (triángulo)

## Discografía

### LP
- Secret Rhythm of the Universe (2001)
- R. Borlax (2003)
- The Mechanical Hand (2005)
- A Natural Death (2007)
- Desperate Living (2009)

### EP
- I Am a Small Wooden Statue on a Patch of Crabgrass Next to a Dried Up Riverbed (2001)
- Beautiful Songs by Men (2002)
- Pizza (2006)
- Shapeshift 7" (2009)

### DVD
- The Effing 69 World Tour tour footage (2004)
- We Flooded It, and There's Yogurt Everywhere AKA 48 Hours in Ukraine (2009)
- Earth Tour 2008: Desperate Living (2010)

### Videografía
- A Million Exploding Suns
- Lord Gold Throneroom
- Birdo
- New York City
- Murder
- Shapeshift

## Miembros
| Actuales - Nathan Winneke – voz (desde 1999) - David Isen – guitarra (desde 1999) - Erik Engstrom – sintetizador, LSDJ (desde 1999) - Daniel Pouliot - batería, percusión (desde 2008) - Jerimiah Bignell - bajo (desde 2009) - Ed Edge - Triángulo (instrumento musical) (desde 2005) | Pasados - Adam Crook - voz - Dashiel Arkenstone - bajo - Brian Grover - bajo (solo en estudio) - Andy Stokes - bajo - Eli Green - batería, percusión - Jon Karel - batería, percusión (solo en vivo) - Jason Karuza - batería, percusión - Chris Prophet - batería, percusión |

- Datos: Q163597